# UFC 241
UFC 241: Cormier vs. Miocic 2 var en MMA-gala som arrangerades av UFC och ägde rum 17 augusti 2019 i Anaheim, Kalifornien, USA.

## Bakgrund
Ett titelmatch i tungvikt mellan regerande mästaren Daniel Cormier och före detta mästaren och utmanaren Stipe Miocic stod som galans huvudmatch.
Andra huvudmatchen, co-main, var en match i weltervikt mellan de två publikfavoriterna Anthony Pettis och Nate Diaz.

### Skador och ändringar
En match i mellanvikt mellan förre interimmästaren, 2000 års OS-silvermedaljören och före detta världsmästaren i brottning i fristil Yoel Romero och Paulo Costa blev av. De två har tidigare försökt mötas vid UFC 230, vid UFC Fight Night: Cejudo vs. Dillashaw och även vid UFC Fight Night: Jacaré vs. Hermansson men har tvingats strykas alla tre gångerna av olika anledningar.
En lättviktsmatch mellan John Makdessi och Devonte Smith tvingades ändras den 30 juli då Makdessi drog sig ur av okänd anledning. Smith mötte istället UFC-vane Clay Collard.
En flugviktsmatch mellan Maryna Moroz och Poliana Botelho var tänkt att gå av stapeln, men 1 augusti rapporterades det att Moroz tvingades dra sig ur på grund av skada.
Devonte Smith fick en tredje motståndare på galan. UFC meddelade den 13 augusti att Clay Collard är borta från kortet. Uppgiven anledning var hälsoskäl. Ny motståndare för Smith blev UFC-debutanten och personlige vännen Khama Worthy.

### Invägning
Vid den ceremoniella invägningen som UFC streamade live på Youtube vägde utövarna följande:
| \| Viktklass \| Maxvikt (lb) \| Atlet 1 \| Vikt \| Atlet 2 \| Vikt \| \| Tidigt underkort \| \| \| \| \| \| \| Flugvikt \| (125) \| Shana Dobson \| 124,5 \| Sabina Mazo \| 126 \| \| Bantamvikt \| (135) \| Brandon Davis \| 136 \| Kyong Ho Kang \| 136 \| \| Stråvikt \| (115) \| Jodie Esquibel \| 116 \| Hannah Cifers \| 114,5 \| \| Underkort \| \| \| \| \| \| \| Catchvikt * \| (140) \| Casey Kenney \| 139 \| Manny Bermudez \| 140 \| \| Lättvikt \| (155) \| Drakkar Klose \| 155,5 \| Christos Giagos \| 155 \| \| Bantamvikt \| (135) \| Cory Sandhagen \| 136 \| Raphael Assunção \| 136 \| \| Lättvikt \| (155) \| Khama Worthy \| 155,5 \| Devonte Smith \| 156 \| \| Huvudkort \| \| \| \| \| \| \| Mellanvikt \| (185) \| Ian Heinisch \| 185,5 \| Derek Brunson \| 186 \| \| Fjädervikt \| (145) \| Sodiq Yusuff \| 145 \| Gabriel Benítez \| 146 \| \| Mellanvikt \| (185) \| Paulo Costa \| 186 \| Yoel Romero \| 184,5 \| \| Weltervikt \| (170) \| Nate Diaz \| 170 \| Anthony Pettis \| 169,5 \| \| Tungvikt \| (265) \| Stipe Miocic \| 230,5 \| Daniel Cormier \| 236,5 \| |              |                |       |                  |       |
| Inom viktklassens gräns. Inom felmarginalen för matchtypen. För stor övervikt för matchtypen. |              |                |       |                  |       |
| *Atleterna hade kommit överens om en catchviktsmatch vid 140 |              |                |       |                  |       |
| Viktklass | Maxvikt (lb) | Atlet 1        | Vikt  | Atlet 2          | Vikt  |
| Tidigt underkort |              |                |       |                  |       |
| Flugvikt | (125)        | Shana Dobson   | 124,5 | Sabina Mazo      | 126   |
| Bantamvikt | (135)        | Brandon Davis  | 136   | Kyong Ho Kang    | 136   |
| Stråvikt | (115)        | Jodie Esquibel | 116   | Hannah Cifers    | 114,5 |
| Underkort |              |                |       |                  |       |
| Catchvikt * | (140)        | Casey Kenney   | 139   | Manny Bermudez   | 140   |
| Lättvikt | (155)        | Drakkar Klose  | 155,5 | Christos Giagos  | 155   |
| Bantamvikt | (135)        | Cory Sandhagen | 136   | Raphael Assunção | 136   |
| Lättvikt | (155)        | Khama Worthy   | 155,5 | Devonte Smith    | 156   |
| Huvudkort |              |                |       |                  |       |
| Mellanvikt | (185)        | Ian Heinisch   | 185,5 | Derek Brunson    | 186   |
| Fjädervikt | (145)        | Sodiq Yusuff   | 145   | Gabriel Benítez  | 146   |
| Mellanvikt | (185)        | Paulo Costa    | 186   | Yoel Romero      | 184,5 |
| Weltervikt | (170)        | Nate Diaz      | 170   | Anthony Pettis   | 169,5 |
| Tungvikt | (265)        | Stipe Miocic   | 230,5 | Daniel Cormier   | 236,5 |

## Resultat
1. ↑  Titelmatch i tungvikt / Performance of the Night
2. ↑   Fight of the Night
3. ↑  Performance of the Night
4. ↑   140 lbs/63,5 kg

## Bonusar
Följande MMA-utövare fick 50 000 USD bonusar:
- Fight of the Night: Paulo Costa vs. Yoel Romero
- Performance of the Night: Khama Worthy och Stipe Miocic